# Pol Espargaró

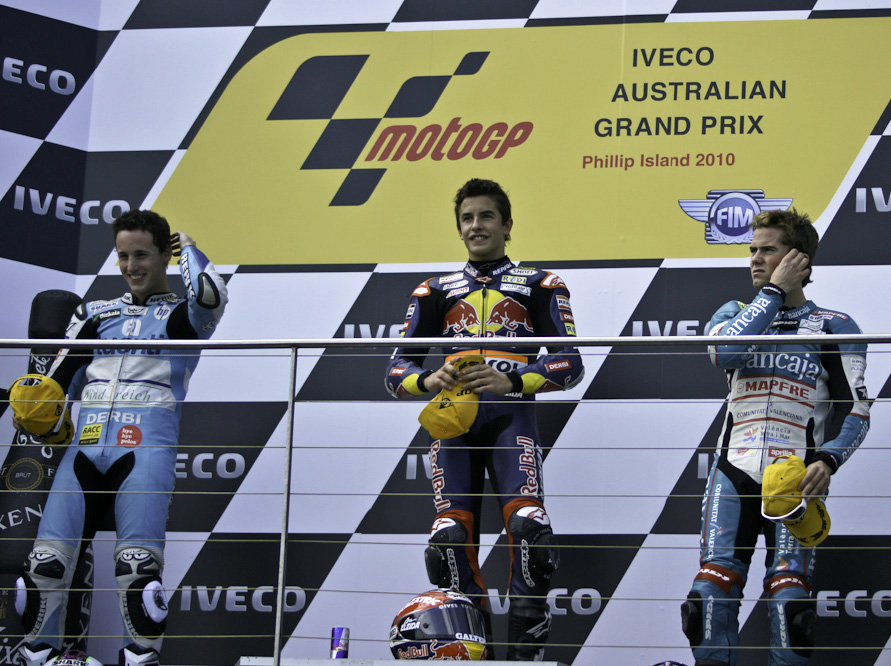
Pol Espargaró (l.) zusammen mit Marc Márquez (m.) und Nicolás Terol (r.) beim Großen Preis von Australien 2010

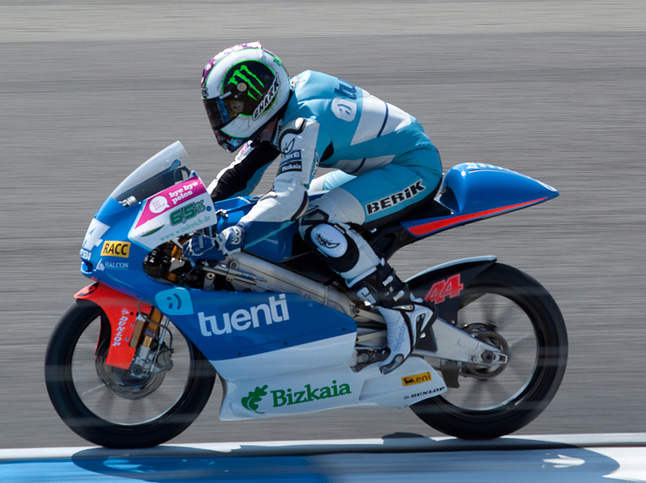
Pol Espargaró in Assen, 2010

Pol Espargaró Villà (* 10. Juni 1991 in Granollers, Katalonien) ist ein spanischer Motorradrennfahrer, der zuletzt für das Tech3 GasGas Factory Racing Team in der MotoGP-Klasse an den Start ging.
Sein bisher größter Erfolg ist der Gewinn der Moto2-Weltmeisterschaft in der Saison 2013. Sein älterer Bruder Aleix Espargaró ist ebenfalls Motorradrennfahrer.

## Karriere
Pol Espargaró begann seine Laufbahn in der Spanischen Straßenmeisterschaft, in der er 2006 auf Derbi vor Esteve Rabat und Jonas Folger den Titel in der 125-cm³-Klasse gewann. Beim Großen Preis von Katalonien 2006 startete er auf einer 125-cm³-Derbi als Wildcard-Pilot erstmals in die Motorrad-Weltmeisterschaft. Er erreichte den 13. Platz und wurde damit zum jüngsten Fahrer, der je WM-Punkte holte. Bei den letzten sechs Rennen der Saison ersetzte er den verletzten Andrea Iannone im Team Campetella Racing Junior und fuhr beim letzten Rennen des Jahres, dem Großen Preis von Valencia auf den sechsten Platz, was ihm in der Gesamtwertung den 20. Rang einbrachte.
In der folgenden Saison fuhr Espargaró, weiterhin auf einer Aprilia des Campetella -Teams mit dem dritten Platz beim Großen Preis von Portugal zum ersten Mal aufs Podest und beendete das Jahr auf dem neunten Rang. Zurück auf Derbi holte er 2008 den dritten Platz in Italien, sowie die zweiten Plätze in Katalonien und Indianapolis und wurde wiederum Neunter in der Gesamtwertung.
2009 konnte Espargaró in Indianapolis seinen ersten Grand-Prix-Sieg feiern, im portugiesischen Estoril errang er später sogar den zweiten. Des Weiteren wurde er dreimal Dritter und beendete die Saison an vierter Stelle. 2010 siegte er bei den Großen Preisen von Spanien, Frankreich und Aragonien, fuhr auf den zweiten Platz in Großbritannien, Tschechien, Malaysia, Australien und Valencia und wurde Dritter in Italien, bei der Dutch TT, in Katalonien und in Indianapolis. In der Gesamtwertung belegte der Spanier damit hinter Marc Márquez und Nicolás Terol den dritten Platz.
In der Saison 2011 ging Pol Espargaró für das Team Tuenti Speed Up auf FTR in der Moto2-Klasse der Motorrad-WM an den Start. Die Saison verlief chaotisch, mit zwei Podestplätzen, aber auch vielen Stürzen und einem 13. Gesamtrang. Seinem Teamkollegen Andrea Iannone unterlag er mit 177 zu 75 Punkten deutlich.
2012 wechselte Espargaró für zwei Jahre zum Team Pons 40 HP Tuenti von Sito Pons und pilotierte fortan eine Kalex an der Seite von Esteve Rabat. Im vorherigen Jahr war auch sein Bruder Aleix, der inzwischen in die MotoGP-Klasse zurückgekehrt war, für dasselbe Team an den Start gegangen. In jedem der ersten drei Rennen belegte Espargaró das Podest, inklusive eines ersten Sieges beim Großen Preis von Spanien. Im vierten Saisonrennen, dem Großen Preis von Frankreich, belegte er nur Platz sechs, übernahm jedoch trotzdem die WM-Führung. Er gewann noch drei weitere Rennen im weiteren Saisonverlauf und wurde Vizeweltmeister hinter Marc Márquez.
2013 schließlich wurde Espargaró Weltmeister mit sechs Siegen.
2014 stieg Espargaró in die MotoGP-Klasse auf und pilotierte im Tech-3-Team eine Yamaha, zunächst mit einem Zweijahresvertrag. Sein Deal wurde im Sommer 2013 bekannt gegeben, nachdem Tech-3-Stammfahrer Cal Crutchlow seinen Wechsel zu Ducati Corse verkündet hatte. Sein Teamkollege war der Brite Bradley Smith. Die Saison lief großartig. Zwar gelang es ihm im Gegensatz zu Smith nie, aufs Podium zu fahren, mit dem vierten Platz beim Großen Preis von Frankreich als bestes Resultat. Dennoch fuhr er in 18 Rennen 14-mal in die Top 10 und schloss die Saison als Gesamtsechster und bester Rookie und Satellitenfahrer ab. Smith hatte er teamintern mit 136 zu 121 Punkten hinter sich gelassen.
In der Saison 2015 wurde Espargaró Gesamtneunter, verlor allerdings diesmal teamintern gegen Smith, mit 181 zu 114 Punkten, was jedoch ausreichend war, um auch im nächsten Jahr im Team zu verbleiben. 2016 schloss Espargaró die Saison als Achter und damit zum dritten Mal hintereinander in den Top 10 ab und besiegte dieses Mal Smith mit 134 zu 62 Punkten wieder deutlich. Im Frühsommer wurde bereits bekannt, dass beide nächstes Jahr fürs neue KTM Factory Racing Team antreten sollten.
2017 waren Espargarós beste Platzierungen zwei neunte Plätze. Er wurde 17. der Gesamtwertung und besiegte Smith teamintern mit 55 zu 29 Punkten. In der Saison 2018 holte Pol Espargaró in Valencia sein erstes Podest in der MotoGP-Klasse sowie das erste Podest für KTM in der Königsklasse überhaupt. Dennoch sammelte er mit 51 Punkten weniger als in jeder MotoGP-Saison zuvor, verbesserte sich allerdings trotzdem auf Gesamtrang 14. Schon im Frühling war sein Vertrag um zwei weitere Jahre verlängert worden.
2019 hatte Pol Espargaró erstmals in seiner MotoGP-Karriere nicht Bradley Smith als Teamkollegen, sondern den zweifachen Moto2-Weltmeister Johann Zarco, der ihn zwei Jahre vorher bei Tech3 ersetzt hatte. Diese Saison war für den Spanier die bisher mit Abstand beste auf KTM, so konnte er 100 Punkte einsammeln und die Saison auf Platz elf beenden. Zarco hingegen hatte nur 27 Punkte eingesammelt und war sechs Rennen vor Schluss gegen Testfahrer Mika Kallio ausgetauscht worden, der sieben Punkte gesammelt hatte.
2020 bestritt Espargaró seine letzte Saison für KTM, da noch vor dem MotoGP-Saisonbeginn, der aufgrund der COVID-19-Pandemie auf den 19. Juli verzögert wurde, bekannt wurde, dass er 2021 an der Seite seines früheren 125-cm³- und Moto2-Rivalen sowie bereits sechsmaligen MotoGP-Weltmeisters Marc Márquez für das Repsol-Honda-Werksteam in der MotoGP-Klasse an den Start gehen würde. Sein Teamkollege für 2020 war der frühere Moto3-Weltmeister Brad Binder. Die Saison 2020 begann für Espargaró mit dem sechsten Platz beim Großen Preis von Spanien in Jerez, es folgte der siebte Platz beim Großen Preis von Andalusien auf derselben Strecke. Beim Großen Preis von Tschechien lieferte sich Espargaró mit den Franzosen Johann Zarco und Fabio Quartararo einen Dreikampf um den dritten Platz, wurde in der dritten Runde von Zarco, der mittlerweile zu Avintia-Ducati gewechselt war, zu einem Sturz gezwungen und musste das Rennen aufgeben. Im selben Rennen sorgte Binder für den ersten KTM-Sieg in der Königsklasse. Beim Großen Preis von Österreich führte Espargaró mehrere Runden lang, bis das Rennen aufgrund eines heftigen Zwischenfalls zwischen Zarco und Franco Morbidelli abgebrochen wurde. Nach dem Neustart konnte Espargaró nicht mehr der gleiche Pace geben. Er lag an fünfter Stelle, bis das Rennen nach einem Sturz in der neunten Runde (nach dem Restart), bei dem er zudem Tech 3-KTM-Fahrer Miguel Oliveira abräumte, endgültig beendet war. Beim Großen Preis der Steiermark sicherte sich Espargaró seine erste Pole-Position. Da sein älterer Bruder Aleix zu diesem Zeitpunkt bereits zwei Poles eingefahren hatte, wurde Pol zum ersten Bruder eines Polesetters in der Königsklasse, der ebenfalls eine Pole-Position einfahren konnte. Beim Start verlor er zunächst mehrere Plätze, erneut wurde das Rennen nach einem heftigen Sturz von Maverick Viñales abgebrochen. Der Restart brachte ihm diesmal einen Vorteil, vier Runden vor Schluss übernahm er wieder die Führung. Zu Beginn der letzten Runde führte der Spanier knapp vor Pramac-Ducati-Pilot Jack Miller und Oliveira, doch zu Mitte der Runde überholte ihn der Australier. Es kam zu einer der dramatischsten Schlussphasen der MotoGP-Geschichte. Drei Kurven vor Schluss ging der KTM-Werkspilot erneut in Führung, sofort versuchte Miller zu kontern. In der letzten Kurve berührten sich die beiden und verließen ihre Linie; Espargaró geriet neben die Strecke. Dadurch gewann Oliveira das Rennen vor Miller, während Espargaró den dritten Platz ins Ziel rettete. Mit vier weiteren dritten Plätzen wurde Espargaró WM-Fünfter.

## Statistik

### Erfolge
- 2006 – Spanischer 125-cm³-Meister auf Aprilia
- 2012 – Michel-Metraux-Trophäe für den besten Moto2-Fahrer
- 2013 – Moto2-Weltmeister auf Kalex
- 2014 – MotoGP-Rookie of the Year auf Yamaha
- 2015 – Sieger des 8-Stunden-Rennens von Suzuka mit Bradley Smith und Katsuyuki Nakasuga auf Yamaha
- 2016 – Sieger des 8-Stunden-Rennens von Suzuka mit Alex Lowes und Katsuyuki Nakasuga auf Yamaha
- 15 Grand-Prix-Siege

### In der Motorrad-Weltmeisterschaft
(Stand: Großer Preis von Tschechien, 20. Juli 2025)
| Saison | Klasse  | Team                        | Motorrad      | Rennen | Siege | Zweiter | Dritter | Poles | Schn. Runden | Punkte | Ergebnis    |
| ------ | ------- | --------------------------- | ------------- | ------ | ----- | ------- | ------- | ----- | ------------ | ------ | ----------- |
| 2006   | 125 cm³ | RACC Derbi                  | Derbi         | 7      | –     | –       | –       | –     | –            | 19     | 20.         |
| 2007   | 125 cm³ | Belson Campetella Racing    | Aprilia       | 17     | –     | –       | 1       | –     | –            | 110    | 9.          |
| 2008   | 125 cm³ | Belson Derbi                | Derbi         | 14     | –     | 2       | 1       | 2     | 1            | 124    | 9.          |
| 2009   | 125 cm³ | Derbi Racing Team           | Derbi         | 16     | 2     | –       | 3       | 1     | 1            | 174,5  | 4.          |
| 2010   | 125 cm³ | Derbi Tuenti Racing         | Derbi         | 17     | 3     | 5       | 4       | –     | 3            | 281    | 3.          |
| 2011   | Moto2   | HP Tuenti Speed Up          | FTR           | 17     | –     | 1       | 1       | –     | 1            | 75     | 13.         |
| 2012   | Moto2   | Pons 40 HP Tuenti           | Kalex         | 17     | 4     | 5       | 2       | 8     | 5            | 269    | 2.          |
| 2013   | Moto2   | Tuenti HP 40                | Kalex         | 17     | 6     | 1       | 3       | 6     | 4            | 265    | Weltmeister |
| 2014   | MotoGP  | Monster Yamaha Tech3        | Yamaha YZR-M1 | 18     | –     | –       | –       | –     | –            | 136    | 6.          |
| 2015   | MotoGP  | Monster Yamaha Tech3        | Yamaha YZR-M1 | 18     | –     | –       | –       | –     | –            | 114    | 9.          |
| 2016   | MotoGP  | Monster Yamaha Tech3        | Yamaha YZR-M1 | 17     | –     | –       | –       | –     | –            | 134    | 8.          |
| 2017   | MotoGP  | Red Bull KTM Factory Racing | KTM RC16      | 18     | –     | –       | –       | –     | –            | 55     | 17.         |
| 2018   | MotoGP  | Red Bull KTM Factory Racing | KTM RC16      | 15     | –     | –       | 1       | –     | –            | 51     | 14.         |
| 2019   | MotoGP  | Red Bull KTM Factory Racing | KTM RC16      | 18     | –     | –       | –       | –     | –            | 100    | 11.         |
| 2020   | MotoGP  | Red Bull KTM Factory Racing | KTM RC16      | 14     | –     | –       | 5       | 2     | 1            | 135    | 5.          |
| 2021   | MotoGP  | Repsol Honda Team           | Honda RC213V  | 17     | –     | 1       | –       | 1     | –            | 100    | 12.         |
| 2022   | MotoGP  | Repsol Honda Team           | Honda RC213V  | 19     | –     | –       | 1       | –     | –            | 56     | 16.         |
| 2023   | MotoGP  | GasGas Factory Racing Tech3 | KTM RC16      | 12     | –     | –       | –       | –     | –            | 15     | 23.         |
| 2024   | MotoGP  | Red Bull KTM Factory Racing | KTM RC16      | 3      | –     | –       | –       | –     | –            | 12     | 23.         |
| 2025   | MotoGP  | Red Bull KTM Tech3          | KTM RC16      | 1      | –     | –       | –       | –     | –            | 8      | 23.         |
| Gesamt | Gesamt  | Gesamt                      | Gesamt        | 292    | 15    | 15      | 22      | 20    | 16           | 2233,5 | 1 WM-Titel  |

Grand-Prix-Siege
| Saison | Klasse  | Rennen                                                   |
| ------ | ------- | -------------------------------------------------------- |
| 2009   | 125 cm³ | Indianapolis Portugal                                    |
| 2010   | 125 cm³ | Spanien Frankreich Aragonien                             |
| 2012   | Moto2   | Spanien Vereinigtes Konigreich Aragonien Australien      |
| 2013   | Moto2   | Katar Katalonien Niederlande San Marino Australien Japan |

Rekorde in der Motorrad-Weltmeisterschaft
- Moto2-Klasse
  - meiste Pole Positions in Folge: 5 (2013) 1

Anmerkungen: